# Ovčiarsko
Ovčiarsko – wieś (obec) na Słowacji położona w kraju żylińskim, w okręgu Żylina. Pierwsze wzmianki o miejscowości pochodzą z roku 1289.
Według danych z dnia 31 grudnia 2010, wieś zamieszkiwały 543 osoby, w tym 270 kobiet i 273 mężczyzn.
W 2001 roku rozkład populacji względem narodowości i przynależności etnicznej wyglądał następująco:
- Słowacy – 99,34%
- Czesi – 0,22%